# Tim Minchin
Timothy David Minchin (sinh ngày 7 tháng 10 năm 1975) là một diễn viên hài, diễn viên, nhà văn, nhạc sĩ, nhà soạn nhạc, nhà viết lời và đạo diễn người Úc. Anh sinh ra ở Northampton, Anh, có bố mẹ là người Úc, nhưng lớn lên ở Perth, Western Australia.
Minchin nổi tiếng với các vở hài kịch âm nhạc, bao gồm sáu đĩa CD, năm đĩa DVD và các chương trình hài kịch trực tiếp mà anh đã biểu diễn trên toàn thế giới. Anh ấy đã xuất hiện trên truyền hình ở Úc, Anh và Hoa Kỳ. Sau khi lớn lên ở Perth, anh theo học Đại học Tây Úc (UWA) và Học viện Nghệ thuật biểu diễn Tây Úc (WAAPA), trước khi chuyển đến Melbourne năm 2002. Chương trình Darkside của anh đã đưa anh vào mắt công chúng, đạt được thành công quan trọng tại Liên hoan hài kịch quốc tế Melbourne 2005 và Fringe Festival 2005 2005. Vào năm 2013, Minchin đã đóng vai trò là ngôi sao nhạc rock Atticus Fetch trong chương trình Californication của Showtime.